# Jiexiu
Jiexiu (caratteri cinesi: 介休; pinyin: Jièxiū) è una città-contea nella provincia dello Shanxi, nella Repubblica Popolare Cinese. Si trova sotto l'amministrazione della città di Jinzhong.

## Storia
Secondo la storiografia cinese, la città di Jiexiu nacque in seguito alla morte di Jie Zitui (介子推), uno dei sostenitori del duca Wen di Jin, durante il periodo delle primavere e degli autunni. Durante i 19 anni di esilio di Wen, egli e i suoi sostenitori si trovarono una volta senza cibo. Jie, quindi, preparò una zuppa di carne per il signore Wen, che la apprezzò molto e chiese dove Jie avesse trovato quel pezzo di carne. Si venne quindi a scoprire che Jie aveva tagliato un pezzo della propria coscia per cuocere la zuppa. Wen, commosso, promise che un giorno l'avrebbe ricompensato. Tuttavia Jie, che era un uomo umile, non cercava ricompense materiali, e quando Wen riuscì finalmente a tornare nello stato di Jin e diventare re, Jie stette alla larga da lui, ritirandosi in una foresta con sua madre. Il duca di Wen iniziò a ricompensare le persone che lo avevano aiutato durante i quasi due decenni di esilio, ma arrivato a Jie, si accorse che egli era scappato. Seguendo i suggerimenti di alcuni suoi ufficiali e consiglieri, appiccò il fuoco alla foresta con l'intento di far uscire fuori Jie e, finalmente, dargli la ricompensa che gli spettava, tuttavia Jie morì nell'incendio. Pieno di rimorso, il duca di Wen ordinò in memoria di Jie tre giorni di lutto in cui sarebbe stato vietato accendere qualsiasi fuoco. Il luogo dove Jie morì prese il nome di Jiexiu, che in standard significa proprio il luogo dove Jie riposa.